# Planforge
Planforge (früher ONEPOINT Projects) ist eine 100 % webbasierte und voll integrierte Projekt- und Portfoliomanagementsoftware. Die Software basiert auf internationalen Projektmanagement-Standards wie IPMA, PMI und PRINCE2.

## Beschreibung
Planforges Projekt-Pipeline zeigt alle einfachen, agilen und klassischen (Wasserfall-) Projekte sowie deren aktuellen Status mit Ampeln und Fortschritt. In grafischen Echtzeit-Ansichten von Ressourcenverteilung, Auslastung und Bedarf kann eine einfache Personalauswahl auf Basis von Skills und globaler Verfügbarkeit getroffen werden.
Das Basisprodukt beinhaltet hybrides Projekt- und Portfoliomanagement mit integriertem Ressourcenmanagement. Zusätzlich optionale Module können auf die Anforderungen des Unternehmens und des Projektmanagementteams angepasst und ausgewählt werden (z. B. Portfoliomanagement mit Nutzwertanalyse, Blasendiagrammen und Projektsymbolen für bis zu 12 Projektdimensionen). Mit diesen grafisch aufbereiteten Analysefunktionen wird vor allem das Projektmanagement im Multiprojekt- und Portfoliomanagement unterstützt.

## Lizenz
Die Software ist als SaaS oder On-Premises (Serverinstallation) verfügbar, Benutzer können aber auch zwischen den Varianten wechseln. Einzelanwendern und Teams mit bis zu vier Mitgliedern wird eine kostenlose Version angeboten. Für fünf oder mehr Benutzer stehen zusätzlich drei anpassbare, kommerzielle Pläne zur Auswahl.

## Geschichte
Gerald Aquila (Gründer und CEO von Planforge GmbH) gründete im Jahr 2005 das Unternehmen Planforge (früher ONEPOINT Projects) und dessen gleichnamige Projekt- und Portfoliomanagement Software. Während Projekt- und Portfoliomanagement immer noch der Kern der Software ist, hat sich Planforge heute zu einer standardkonformen, hybriden PPM-Lösung entwickelt, die darüber hinaus Enterprise Agile Planning integriert:
Ab Version 19 integrierte Planforge (früher ONEPOINT Projects) neue agile Komponenten für Planung und Controlling. Projektportfolios werden um Funktionen für Ressourcenmanagement erweitert und können mit Atlassian's Jira verknüpft werden. Das Release ermöglicht Sprintplanung inklusive automatischer Ressourcenplanung für agile Teams.
Seit Version 19.1 unterstützt Planforge flexibles Projektkostenmanagement, z. B. durch Unterstützung mehrerer Währungen auf Projektebene.
Der Softwareanbieter unterstützt mit Version 21 das Scaled Agile Framework (SAFe) mit der sich Agile Release Trains (ARTs) direkt in einem hybriden Projektportfolio durchführen lassen.
Mit Version 22 im Februar 2023 änderte das Unternehmen den Namen der Software von „ONEPOINT Projects“ zu „Planforge“ und unterstützt einen dynamischen Projektabschluss, Lessons Learned und modernisierte Change Requests. Im Oktober 2023 änderte der Softwareanbieter seinen Unternehmensnamen zu „Planforge GmbH“.
Seit Version 23 unterstützt Planforge SAFe Lean Portfolio und erweitert seine strategische Managementkomponente um Objectives und Key Results (OKRs).
Planforge ist heute in 11 Sprachen verfügbar und wird weltweit von über 25.000 Benutzern eingesetzt.

## Optionen
- Status Reporting
- Program Management
- Enterprise Agile
- Risk Management
- Stakeholder Management
- Portfolio Analysis
- Strategic Management
- Jira Connector
- SAP Connector
- Confluence Connector

## Schnittstellen
Planforge bietet eine bidirektionale Echtzeit-Integration mit Jira von Atlassian an. Diese Schnittstelle bietet Projektmanagern standard-basierte PPM-Funktionen und detaillierte Ressourcenplanung. Dabei synchronisiert Planforge die Daten beider Tools und erweitert Jira um Funktionen wie Budgetierung, Forecasting, Ressourcenmanagement oder Portfolioanalysen.
Die Projektmanagement-Software unterstützt weiters Integrationen mit Confluence, Microsoft Teams, Slack und SAP. Eine API ermöglicht die Verknüpfung von weiteren externen Systemen und basiert ab 2020 auf GraphQL (JSON.)

## Märkte
Planforge‘s Kundenstamm umfasst verschiedene Branchen, darunter Automobilindustrie, Banken, Versicherungen, Fertigung, Engineering, Behörden, IT, Militär, Raumfahrt oder Gesundheitswesen.
Planforge zielt auf unterschiedliche Lösungen ab, wie z. B.: Entwicklung neuer Produkte, PMOs, Lean Projektmanagement oder hybrides PPM für Jira.

## Auszeichnungen und Awards
| Datum     | Award                                                                                  |
| --------- | -------------------------------------------------------------------------------------- |
| 2023      | Visionary im 2023 Gartner Magic Quadrant for Adaptive Project Management and Reporting |
| 2022      | Leader im 2022 Gartner Magic Quadrant for Adaptive Project Management and Reporting    |
| 2021      | Ein Gewinner des SoftwareReviews Project Portfolio Management Data Quadrant Awards     |
| 2020      | Ein Gewinner des SoftwareReviews Project Portfolio Management Data Quadrant Awards     |
| 2019      | Visionary im 2019 Gartner Magic Quadrant for Adaptive Project Management and Reporting |
| 2011–2017 | Platzierung im Gartner Magic Quadrant for Project and Portfolio Management             |
| 2010      | Aufnahme in den Gartner Magic Quadrant for IT Project and Portfolio Management         |
| 2008      | Gewinner des Hagenberg Awards                                                          |